# Erica Durance

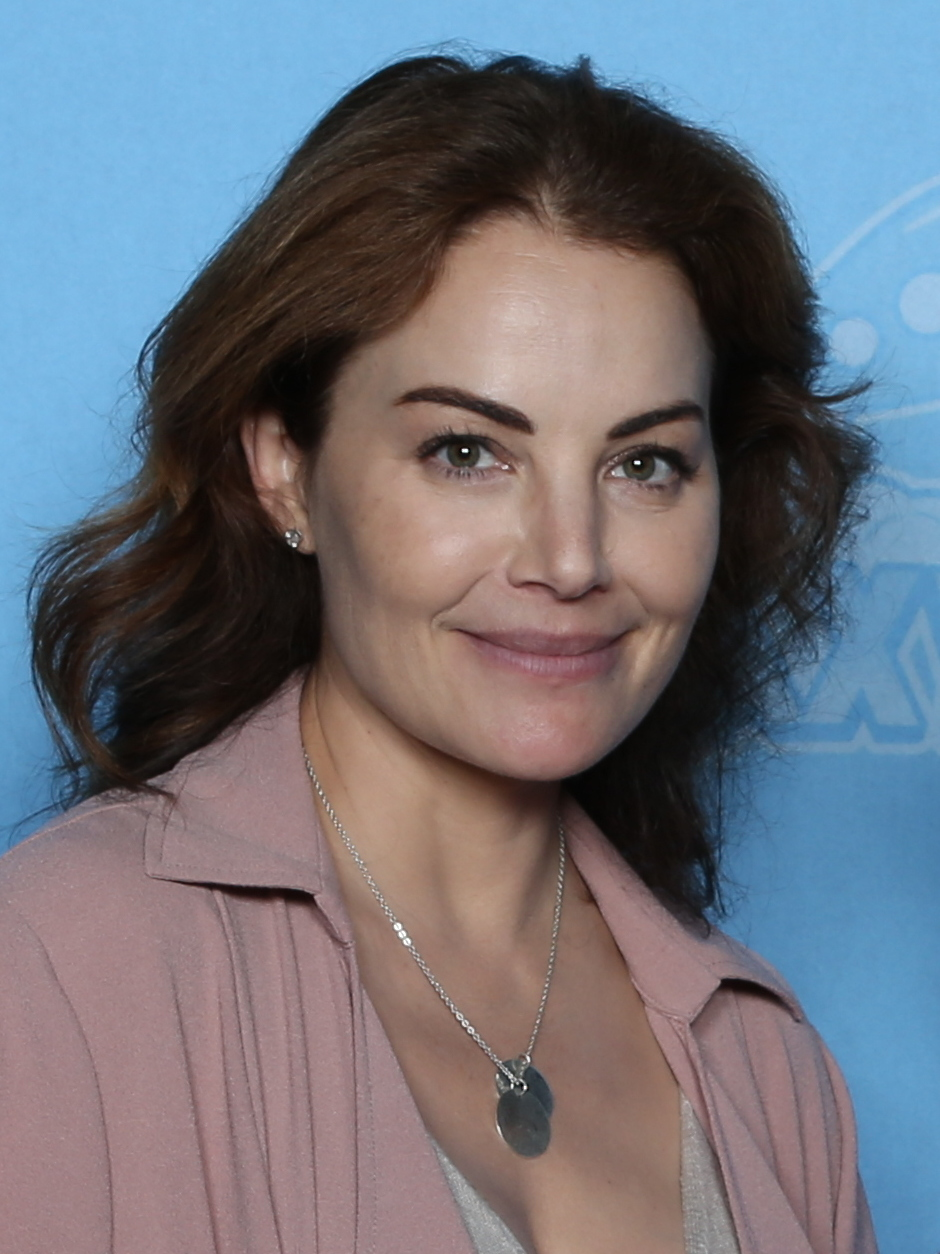
Erica Durance (2022)

Erica Durance (* 21. Juni 1978 in Calgary, Alberta) ist eine kanadische Schauspielerin.

## Leben und Karriere
Durance wuchs in Three Hills, Alberta, auf. Nach ihrem Highschool-Abschluss zog sie mit ihren Eltern Joel und Gail Durance nach Vancouver. Dort entdeckte sie ihre Neigung zur Schauspielerei. Ihre ersten Auftritte hatte sie in Werbespots. Gastrollen in Fernsehserien wie Tru Calling, Stargate – Kommando SG-1 und Andromeda folgten. Sie spielte auch eine Nebenrolle in dem Horrorfilm House of the Dead.
2004 erlebte Durance ihren Durchbruch mit der Rolle der Lois Lane in der Fernsehserie Smallville. Daraufhin zählte sie in den USA zu den gefragtesten Newcomern, war Covergirl der US-Ausgabe der FHM im Mai 2006 und belegte in diesem Jahr in der Gesamtwertung der FHM Platz 38 der schönsten Frauen der Welt (2007 Platz 20, 2008 Platz 15 und 2009 Platz 14). 2007 zierte sie die Titelausgabe der Maxim. 2006 spielte sie die Rolle der Julie in Butterfly Effect 2. In der im Herbst 2017 gestarteten dritten Staffel von Supergirl übernahm sie die Rolle der Alura von Laura Benanti, sie war bis 2019 in der Serie zu sehen. Weitere Film- und in erster Linie Fernsehrollen folgten. Ihr Schaffen umfasst mehr als 40 Produktionen.
Im Januar 2005 heiratete Durance ihren Schauspielkollegen David Palffy, mit dem sie in Vancouver lebte und drei Söhne hat. Im April 2023 wurde bekannt, dass sich das Paar getrennt hat.

## Filmografie (Auswahl)
- 2002: The Untold – Blutrache der Bestie (The Untold)
- 2003: 111 Gramercy Park (Fernsehfilm)
- 2003: House of the Dead
- 2003: Devil Winds (Fernsehfilm)
- 2004: The Bridge
- 2004: Tru Calling – Schicksal reloaded! (Tru Calling, Fernsehserie, Episode 1x13)
- 2004: Stargate – Kommando SG-1 (Stargate SG-1, Fernsehserie, Episode 8x07)
- 2004: Andromeda (Fernsehserie, Episode 4x20)
- 2004–2011: Smallville (Fernsehserie, 102 Episoden)
- 2006: Stranded (Fernsehfilm)
- 2006: Butterfly Effect 2 (The Butterfly Effect 2)
- 2007: I Me Wed
- 2009: Robin Hood: Beyond Sherwood Forest (Beyond Sherwood Forest)
- 2009: Final Verdict (Fernsehfilm)
- 2010: Sophie & Shiba: Ziemlich dicke Freunde (Sophie)
- 2011: Drei Engel für Charlie (Charlie’s Angels, Fernsehserie, Episode 1x04)
- 2012: Harry’s Law (Fernsehserie, Episode 2x011)
- 2012: 6 passi nel giallo (Fernsehserie, Episode 1x04)
- 2012–2017: Saving Hope (Fernsehserie, 84 Episoden)
- 2014: Wedding Planner Mystery (Fernsehfilm)
- 2015: Painkillers
- 2017–2019: Supergirl (Fernsehserie, zehn Episoden)
- 2019: The Christmas Chalet (Fernsehfilm)
- 2019: Christmas Stars (Fernsehfilm)
- 2019: Batwoman (Fernsehserie, Episode 1x09)
- 2019–2020: Private Eyes (Fernsehserie, zwei Episoden)
- 2021: Open by Christmas (Fernsehfilm)
- 2021: The Enchanted Christmas Cake (Fernsehfilm)
- 2022: North to Home (Fernsehfilm)
- 2022: Girl in the Shed – The Kidnapping of Abby Hernandez (Fernsehfilm)
- 2022: Color My World with Love (Fernsehfilm)
- 2022: We Need a Little Christmas (Fernsehfilm)
- 2023: Unexpected Grace
- 2023: Ms. Christmas Comes to Town (Fernsehfilm)
- 2024: A Scottish Love Scheme (Fernsehfilm)
- 2024: Murder in a Small Town (Fernsehserie, Folge 1x04)
- 2024: Private Princess Christmas (Fernsehfilm)
- 2024: Happy Holidays from Cherry Lane (Fernsehfilm)